# 56. Oscar-gála
Az 56. Oscar-gálát, az Amerikai Filmakadémia díjátadóját 1984. április 9-én tartották meg. Barbra Streisandért tüntetők várták a Dorothy Chandler Pavilonba érkező sztárokat,[forrás?] a színésznő sikerfilmje, a Yentl a főbb kategóriák közül csak a női mellékszereplő díjra lett jelölve. Streisand írta a forgatókönyvet, rendezte a filmet, játszotta a főszerepet és a producer is ő volt. Rendezői jelölésben reménykedett, de hiába. Ahogy a szimpátiatüntetők tábláin állt: 56 év alatt 273 férfi és csak egy női rendező volt a jelöltek között.[forrás?] Még Shirley MacLaine is, aki a legjobb női főszereplőnek járó díjat kapta, úgy nyilatkozott, hogy elkeseríti Streisand mellőzése.[forrás?] Cher, bár nem nyert, mégis boldog volt. Nyolc éve reménykedett filmszerepben, bár a Silkwood-ban a csúnya és rosszul öltözködő Dolly szerepét kellett eljátszania. A női mellékszereplő díját Linda Hunt kapta, az Oscar-történelemben ez volt az első alkalom, hogy egy ellenkező nemű karakter megformálásáért ítélték oda a díjat.

## Kategóriák és jelöltek
A nyertesek félkövérrel jelölve.

### Legjobb film
- Becéző szavak (Terms of Endearment) – Brooks, Paramount – James L. Brooks
  - Az igazak (The Right Stuff) – Chartoff-Winkler, Ladd Company, Warner Bros. – Irwin Winkler and Robert Chartoff
  - A nagy borzongás – Carson Productions Group, Columbia – Michael Shamberg
  - Az öltöztető – Goldcrest/Television Limited/World Film Services, Columbia – Peter Yates
  - Az Úr kegyelméből – EMI-Antron Media, Universal/AFD – Philip S. Hobel

### Legjobb színész
- Robert Duvall  –  Az Úr kegyelméből
  - Michael Caine       –  Rita többet akar: szebb dalt énekelni
  - Tom Conti           –  Reuben, Reuben
  - Tom Courtenay       –  Az öltöztető
  - Albert Finney       –  Az öltöztető

### Legjobb színésznő
- Shirley MacLaine  –  Becéző szavak (Terms of Endearment)
  - Jane Alexander  –  Testamentum
  - Meryl Streep  –  Silkwood
  - Julie Walters  –  Rita többet akar
  - Debra Winger  –  Becéző szavak (Terms of Endearment)

### Legjobb férfi mellékszereplő
- Jack Nicholson  –   Becéző szavak (Terms of Endearment)
  - Charles Durning  –  Lenni, vagy nem lenni
  - John Lithgow  –  Becéző szavak
  - Sam Shepard  –  Az igazak (The Right Stuff)
  - Rip Torn  –  Cross Creek

### Legjobb női mellékszereplő
- Linda Hunt – A veszélyes élet éve
  - Cher – Silkwood
  - Glenn Close – A nagy borzongás
  - Amy Irving – Yentl
  - Alfre Woodard – Cross Creek

### Legjobb rendező
- James L. Brooks – Becéző szavak (Terms of Endearment)
  - Bruce Beresford – Az Úr kegyelmébe
  - Ingmar Bergman – Fanny és Alexander
  - Mike Nichols – Silkwood
  - Peter Yates – Az öltöztető

### Legjobb eredeti történet
- Az Úr kegyelmébe – Horton Foote
  - Fanny és Alexander – Ingmar Bergman
  - Háborús játékok – Lawrence Lasker, Walter F. Parkes
  - A nagy borzongás – Lawrence Kasdan, Barbara Benedek
  - Silkwood – Nora Ephron, Alice Arlen

### Legjobb adaptált forgatókönyv
- Becéző szavak (Terms of Endearment) – James L. Brooks forgatókönyve Larry McMurtry regénye alapján
  - The Betrayal – Harold Pinter saját színművéből
  - Az öltöztető – Ronald Harwood saját színművéből
  - Rita többet akar – szebb dalt énekelni – Willy Russell saját színművéből
  - Reuben, Reuben – Julius J. Epstein forgatókönyve Peter De Vries regénye és Herman Shumlin: ’’Spoonford’’ című regénye alapján

### Legjobb operatőr
- Sven Vilhem Nykvist, Fanny és Alexander
  - Caleb Deschanel, Az igazak (The Right Stuff)
  - William A. Fraker, WarGames
  - Don Peterman, Flashdance
  - Gordon Willis, Zelig

### Látványtervezés és díszlet
- Anna Asp, Susanne Lingheim – Fanny és Alexander
  - Norman Reynolds, Fred Hole, James L. Schoppe, Michael D. Ford – Star Wars: A Jedi visszatér (Return of the Jedi)
  - Geoffrey Kirkland, Richard Lawrence, W. Stewart Campbell, Peter R. Romero, Jim Poynter, George R. Nelson – Az igazak (The Right Stuff)
  - Polly Platt, Harold Michelson, Tom Pedigo, Anthony Mondell – Becéző szavak (Terms of Endearment)
  - Roy Walker, Leslie Tomkins, Tessa Davies – Yentl

### Legjobb vágás
- Az igazak (The Right Stuff) – Glenn Farr, Lisa Fruchtman, Stephen A. Rotter, Douglas Steward, Tom Rolf
  - Kék villám – Frank Morris, Edward Abroms
  - Flashdance – Bud Smith, Walt Mulconery
  - Silkwood – Sam O'Steen
  - Becéző szavak (Terms of Endearment) – Richard Marks

### Legjobb vizuális effektus
- Richard Edlund, Dennis Muren, Ken Ralston, Phil Tippett – Star Wars: A Jedi visszatér (Return of the Jedi) – (vizuális effektus)

### Legjobb idegen nyelvű film
- Fanny és Alexander (Fanny och Alexander) (Svédország) – Cinematograph AB, Gaumont International, Opera Film Produzione, Personafilm, SVT Drama, Sandrews, Svenska Filminstitutet (SFI), Swedish Film Institute, TVI, Tobis Filmkunst – Jörn Donner producer – Ingmar Bergman rendező
  - A bál (Algeria) – Cinéproduction, Films A2, Massfilm, Ministère de la Culture de la Republique Française, O.N.C.I.C. – Giorgio Silvagni producer – Ettore Scola rendező
  - Carmen (Spanyolország) – Emiliano Piedra – Emiliano Piedra producer – Carlos Saura rendező
  - At First Sight (Coup de foudre) (Franciaország) – Alexandre Films, Films A2, Hachette Première, Partner's Production, Société Française de Production (SFP) – Ariel Zeitoun producer – Diane Kurys rendező
  - Jób lázadása (Magyarország) – MAFILM Társulás Stúdió, Macropolis, Magyar Televízió (MTV), Sefel Films, Starfilm, Tarsulac, Zweites Deutsches Fernsehen (ZDF) – producer – Gyöngyössy Imre, Kabay Barna rendezők

### Legjobb filmzene

#### Eredeti filmzene
- Az igazak (The Right Stuff) – Bill Conti
  - Cross Creek – Leonard Rosenman
  - Star Wars VI. rész – A Jedi visszatér (Return of the Jedi) – John Williams
  - Becéző szavak (Terms of Endearment) – Michael Gore
  - Tűzvonalban (Under Fire) – Jerry Goldsmith

#### Eredeti dalszerzés és annak adaptációja vagy adaptált filmzene
- Yentl –  Michel Legrand (dalszerzés és adaptáció) és Alan és Marilyn Bergman (dalszerzés)
  - A nagy balhé 2. (The Sting II) –  Lalo Schifrin (adaptáció)
  - Szerepcsere (Trading Places) – Elmer Bernstein (adaptáció)

## Statisztika

### Egynél több jelöléssel bíró filmek
- 11: Becéző szavak
- 8: Az igazak
- 6: Fanny és Alexander
- 5: Az öltöztető; Silkwood; Az Úr kegyelméből; Yentl
- 4: Cross Creek; Flashdance; A Jedi visszatér
- 3: A nagy borzongás; Rita többet akar; Háborús játékok
- 2: Reuben, Reuben; Zelig

### Egynél több díjjal bíró filmek
- 5: Becéző szavak
- 4: Fanny és Alexander; Az igazak
- 2: Az Úr kegyelméből

## Külső hivatkozások
- Az 1984. év Oscar-díjasai az Internet Movie Database-ben